# Station Łódź Kaliska Towarowa
Station Łódź Kaliska Towarowa / Łódź Karolew is een spoorwegstation in de Poolse plaats Łódź.